# ベネズエラ統一社会党
ベネズエラ統一社会党（ベネズエラとういつしゃかいとう、Partido Socialista Unido de Venezuela、PSUV）は、ベネズエラの政党である。2007年にチャベス大統領の与党として、第五共和国運動を中心とする各党を統合して誕生した。

## 概説
チャベス大統領が、ボリーバル革命を支援するために、再選直後の2006年12月に第五共和国運動を中心とする与党各党を統合する新しい政党として発表した。2006年12月18日にチャベス政権の情報通信大臣であるウィリアム･ララが、第五共和国運動を解散することを中央選挙管理委員会に提言した。チャベス大統領はボリーバル政党を一政党に統合する必要性を強調した。
2007年8月15日には党として初めての会合を持った。2008年1月12日から3月9日の間、結党後初の党大会が開催された。
ただし、チャベス政権の与党各党でもこの統一政党への賛否は割れている。国会に議席をもつ党派の中では最大与党（チャベスの出身政党）である第五共和国運動（114議席）と人民選挙運動（MEP,11議席）、ベネズエラ人民連合（UPV,8議席）は統合に参加を決めたが、「社会民主主義のために（PODEMOS,15議席）、「みんなの祖国」（PPT,11議席）、ベネズエラ共産党（PCV,8議席）などは合流を否定している。
同党は2014年に第3回党大会を開催し、ニコラス・マドゥロを第2代党首に選出し、死後ウゴ・チャベスを永遠の党首として据えられ、党の政策が更新された。続いて2018年に第4回党大会が開催された。